# Supergravitation
Supergravitation (SUGRA) bezeichnet in der theoretischen Physik eine Gruppe von Feldtheorien, welche die Prinzipien der allgemeinen Relativitätstheorie und der Supersymmetrie vereinigen.
Ihr erster Vertreter in vier Raumzeit-Dimensionen wurde 1973 in Russland von Dmitri Wassiljewitsch Wolkow und Wjatscheslaw Soroka und 1976 im Westen von Daniel Z. Freedman, Peter van Nieuwenhuizen und Sergio Ferrara konstruiert. Dem Graviton mit Spin 2 wird dadurch (mindestens) ein fermionischer Superpartner mit Spin 3/2, das sogenannte Gravitino, zugeordnet.
In erweitert-supersymmetrischen Versionen gibt es neben mehreren Gravitinos noch weitere Felder mit niedrigerem Spin. Solche Modelle ergeben sich häufig als dimensionale Reduktion von höherdimensionalen Theorien.
Zehndimensionale Supergravitationstheorien ergeben sich als Grenzfälle von Superstringtheorien im Limit verschwindender Stringlänge und werden klassifiziert in die Typen I, IIA und IIB.

## Elfdimensionale Supergravitation
Die eindeutige elfdimensionale Supergravitation mit der höchstmöglichen Dimensionszahl (bei nur einer zeitlichen Dimension) spielt eine besondere Rolle, insbesondere als Grenzfall der den Superstringtheorien übergeordneten M-Theorie. Die elfdimensionale Supergravitation wurde noch vor den Stringtheorien als theory of everything vorgeschlagen, da sie nach Reduktion auf vierdimensionale N = 8 Supergravitation eine endliche Theorie der Gravitation zu sein versprach, mit hinreichend vielen Quantenfeldern und Symmetrien, um das Standardmodell der Elementarteilchenphysik zu umfassen. Die Endlichkeit dieser Theorie konnte bislang weder bewiesen noch definitiv ausgeschlossen werden.

## Originalarbeiten
- D.V. Volkov, V.A. Soroka: Higgs effect for Goldstone particles with spin 1/2, Pis'ma v ZhETF, Band 18, 1973, S. 529–523 (russisch), englisch: JETP Letters, Band 18, 1973, S. 312–314.
- D.Z. Freedman, P. van Nieuwenhuizen, S. Ferrara: Progress Toward A Theory Of Supergravity, Physical Review D, Band 13, 1976, S. 3214–3218.
- E. Cremmer, B. Julia, J. Scherk: Supergravity theory in eleven dimensions, Physics Letters B, Band 76, 1978, S. 409–412.
- P. van Nieuwenhuizen: Supergravity, Physics Reports, Band 68, 1981, S. 189–398.